# Katti Frederiksen
Katti Frederiksen (* 12. März 1982 in Narsaq) ist eine grönländische Schriftstellerin, Dichterin, Sprachwissenschaftlerin und Politikerin (Siumut).

## Leben
Katti Frederiksen wurde 1982 als Tochter des Schafzüchters Sofus Frederiksen und der Politikerin Suka K. Frederiksen (1965–2020) geboren. Sie wuchs in Narsaq auf, zog aber 2004 nach Nuuk, um dort am Ilisimatusarfik Sprache, Literatur und Medien studierte. Nach dem Bachelorabschluss 2007 erlangte sie ebendort 2011 den Kandidatgrad, teils nach einem Auslandsaufenthalt an der University of Alaska Fairbanks. Nebenher arbeitete sie von 2007 bis 2008 als Gymnasiallehrerin für Grönländisch. Von 2008 bis 2015 arbeitete sie am Oqaasileriffik, dessen Leitung sie anschließend bis 2020 übernahm. Sie ist die Besitzerin der Kinderbuchverlags Iperaq. Von 2018 bis 2020 betrieb sie ein Café in Nuuk.
2006 veröffentlichte sie die Gedicht- und Novellensammlung Uummatima kissaa (Wärme meines Herzens). 2012 gab sie ihren zweiten Gedichtband 100 % Eskimo Inuk heraus. Ihre Gedichte behandeln die grönländische Sprache und das Identitätsgefühl der Grönländer.
Am 5. November 2020 wurde sie als Nachfolgerin von Ane Lone Bagger, die im Sommer zurückgetreten war, zur Ministerin für Bildung, Kultur und Kirche im Kabinett Kielsen VI ernannt, ohne zuvor bei Wahlen kandidiert zu haben. Mit dem Ende der Koalition im Zuge der Parlamentswahl 2021 schied sie im April 2021 aus der Regierung aus und kandidiert nicht erneut.
Katti Frederiksen ist Mutter von drei Kindern. Sie gehört zudem zu den besten Marathonläuferinnen des Landes.

## Werke
- 2006: Uummatima kissaa
- 2012: 100 % Eskimo Inuk